# Lalli (Muhu)
Lalli is een plaats in de Estlandse gemeente Muhu, provincie Saaremaa. De plaats heeft de status van dorp (Estisch: küla).

## Bevolking
Het dorp had 6 inwoners op 31 december 2011 en 8 inwoners op 31 december 2021.

## Ligging
De plaats ligt aan de oostkust van het eiland Muhu en heeft een kleine haven, Lalli sadam.
Ten noorden en zuiden van Lalli liggen twee delen van het natuurgebied Rannaniidi hoiuala (3,0 km²), dat bestaat uit drie afzonderlijke stukken grond langs de kust van Muhu.

## Geschiedenis
Lalli werd voor het eerst genoemd in 1570 onder de naam Lalli Markus als boerderij. In het midden van de 17e eeuw lag ze op het landgoed Magnusdahl (Võlla). In 1798 werd Lalli genoemd als dorp.
In de jaren 1977-1997 viel het eiland Kesselaid, dat tussen Muhu en het Estische vasteland ligt, administratief onder Lalli.

## Foto's

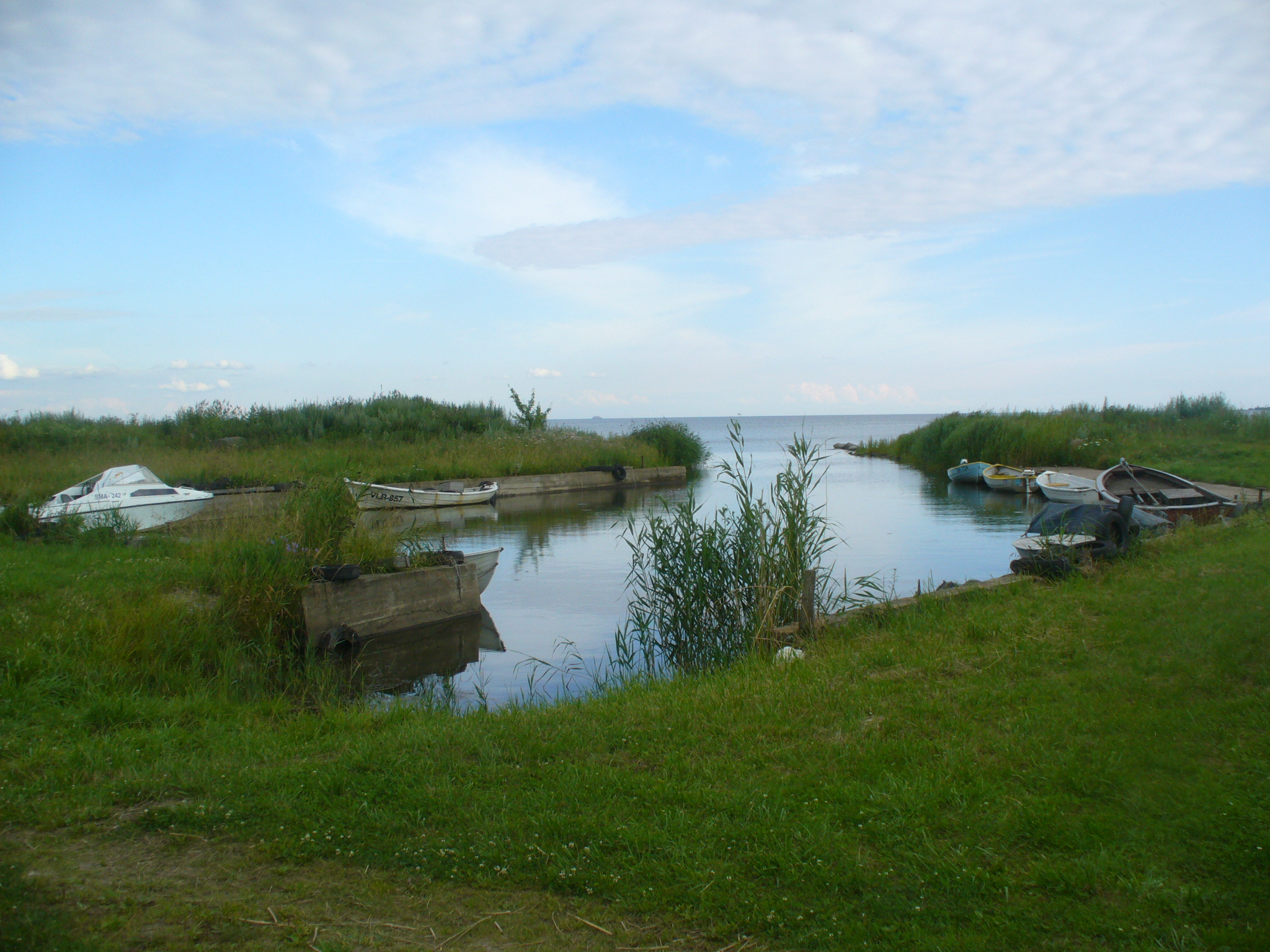
De haven van Lalli
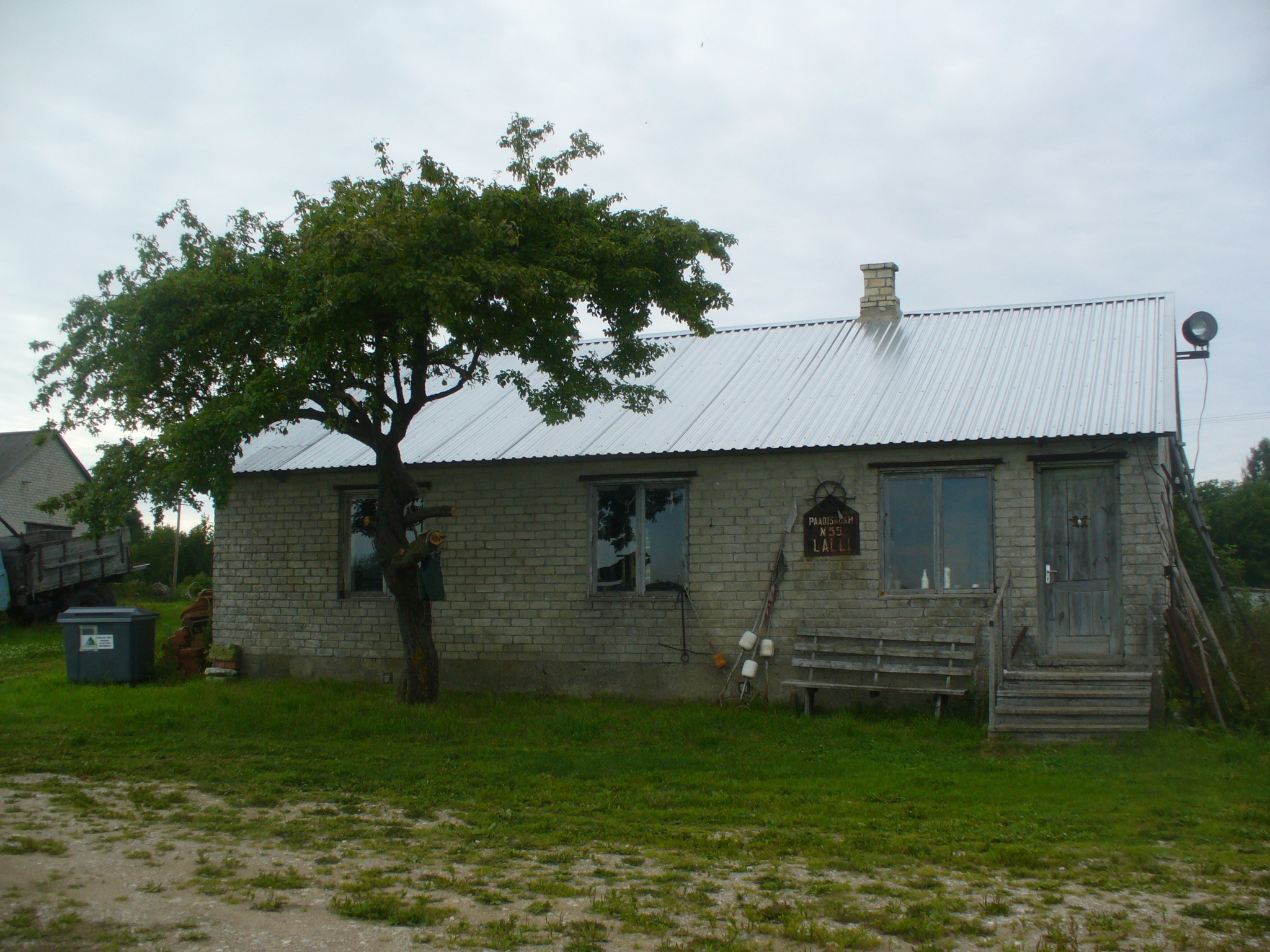
Havenkantoor